# Vangsjön
Vangsjön är en sjö i Rättviks kommun i Dalarna och ingår i Dalälvens huvudavrinningsområde. Sjön har en area på 0,0773 kvadratkilometer och ligger 242,2 meter över havet.

## Delavrinningsområde
Vangsjön ingår i det delavrinningsområde (679346-146485) som SMHI kallar för Inloppet i Dammen. Medelhöjden är 294 meter över havet och ytan är 43,8 kvadratkilometer. Räknas de 153 avrinningsområdena uppströms in blir den ackumulerade arean 1 193,99 kvadratkilometer. Orsälven (Oreälven) som avvattnar avrinningsområdet har biflödesordning 2, vilket innebär att vattnet flödar genom totalt 2 vattendrag innan det når havet efter 371 kilometer. Avrinningsområdet består mestadels av skog (87 procent). Avrinningsområdet har 0,08 kvadratkilometer vattenytor vilket ger det en sjöprocent på 0,2 procent.